# Angélique Trinquier
Angélique Trinquier (La Colle, 6 febbraio 1992) è un'ex nuotatrice monegasca, rappresentante del piccolo stato ai Giochi olimpici di Londra 2012.. In questa occasione fu anche portabandiera della delegazione monegasca nel corso della cerimonia d'apertura.

## Palmarès
| Anno | Manifestazione                    | Sede      | Evento               | Risultato | Prestazione | Note |
| ---- | --------------------------------- | --------- | -------------------- | --------- | ----------- | ---- |
| 2009 | Mondiali                          | Roma      | 50 m stile libero    | 125ª (b)  | 29"41       |      |
| 2009 | Mondiali                          | Roma      | 100 m stile libero   | 126ª (b)  | 1'03"32     |      |
| 2009 | Mondiali                          | Roma      | 50 m dorso           | 99ª (b)   | 33"04       |      |
| 2009 | Mondiali                          | Roma      | 100 m dorso          | 87ª (b)   | 1'10"58     |      |
| 2010 | Giochi olimpici giovanili         | Singapore | 100 m stile libero   | 47ª (b)   | 1'05"04     |      |
| 2011 | Mondiali                          | Shanghai  | 50 m dorso           | 52ª (b)   | 33"19       |      |
| 2011 | Mondiali                          | Shanghai  | 100 m dorso          | 53ª (b)   | 1'11"38     |      |
| 2011 | Giochi dei piccoli stati d'Europa | Schaan    | 4x200 m stile libero | Bronzo    | 9'21"90     |      |
| 2012 | Giochi olimpici                   | Londra    | 100 m dorso          | 45ª (b)   | 1'10"79     |      |